# دراسة تدفق الطاقة
دراسة تدفق الطاقة (بالإنجليزية: Power Flow Study)‏ أو دراسة تدفق الحمل (بالإنجليزية: Load Flow Study)‏ أو تحليل تدفق الطاقة (بالإنجليزية: Power Flow Analysis)‏ أو تحليل تدفق الحمل (بالإنجليزية: Load Flow Analysis)‏ في هندسة الطاقة نعبر عن دراسة تدفق الحمل بتحليل عددي لتدفق الطاقة الكهربائية داخل نظام مترابط. يستخدم عادة رموز مبسطة مثل رسم تخطيطي و نظام موحد، ويركز على جوانب مختلفة من متغيرات التيار المتردد، مثل فرق الجهد وزاوية الطور والقدرة الفعالة والقدرة غير الفعالة. ويحلل أيضا أنظمة الطاقة في حال العمليات الثابتة. دراسة تدفق الطاقة أو تدفق الحمل مهمة للتخطيط والتوسع المستقبلي لأنظمة الطاقة، وكذلك في تحديد أفضل تشغيل للنظم القائمة. أما المعلومات الرئيسية التي تم الحصول عليها من دراسة قوة التدفق هو قيمة فرق الجهد وزاوية الطور في كل محطة والقدرة الفعالة والقدرة غير الفعالة التي تتدفق في كل خط. أنظمة الطاقة التجارية عادة ما تكون معقدة للغاية من أجل حساب تدفق الطاقة يدويا. فتحليل الشبكة بُنيت لأغراض خاصة في وقت مبكر بين عامي 1929 و 1960 لتقديم نماذج طبيعية على نطاق المختبر من أنظمة الطاقة .أما الحواسيب الرقمية غيرت الطرق التناظرية على نطاق واسع مع حلول رقمية.
وبالإضافة إلى دراسة قوة التدفق، تؤدي برامج الكمبيوتر الحديثة العمليات الحسابية ذات الصلة مثل: تحليل خطأ دوائر القصر ودراسات الثباتية (في الحالة المرحلية وفي الحالة الثابتة) ووحدة الالتزام والإرسال الاقتصادي. وعلى وجه الخصوص، هنالك بعض البرامج لاستخدام البرمجة الخطية من أجل العثور على مقدار تدفق الطاقة الأمثل والعثور أيضا على الحالات التي تعطي أقل تكلفة لكل كيلووات ساعة ينتج.
دراسة تدفق الحمل لها قيمة خاصة بالنسبة للنظام مع مراكز حمل متعددة مثل مجمع المصفاة. وفي الحقيقة هي عبارة عن دراسة تحليل لقدرة النظام على تزويد كاف للحمل المتصل ومجموع خسائر النظام وجدولتها، فضلا عن الخسائر الخطوط الفردية وجدولتها. ويتم أيضا اختيار قيمة محولات الصنبور لضمان الجهد الصحيح في المواقع الحيوية مثل مراكز التحكم في المحركات. وهناك دراسة اجريت لتدفق الحمل على نظام قائم يقدم رؤية وتوصيات لتشغيل النظام والاستفادة المثلى من إعدادات التحكم للحصول على الحد الأقصى من القدرات، مع التقليل من تكاليف التشغيل. و نتائج هذا التحليل هي من حيث الطاقة النشطة وقوة رد الفعل وحجم وزاوية الطور.

## نمذجة النظم الكهربائية
نموذج تدفق الطاقة الكهربائية المترددة هو النموذج المستخدم في الهندسة الكهربائية لتحليل شبكات الكهرباء . يوفر النظام الغير خطي الذي يصف تدفق الطاقة الكهربائية عبر خطوط النقل. النظام غير خطي لأن تدفق الطاقة الكهربائية في مقاومة الاحمال هو عبارة عن مربع الجهد الكهربائي. بسبب العلاقة الغير خطية في النظام الكهربائي، في كثير من الحالات تحليل الشبكة الكهربائية الكبيرة عبر نموذج متردد غير ممكن، فيتم استخدام النظام الخطي (الأقل دقة) كنموذج بديل.
في العادة تحليل النظام الكهربائي ثلاثي الأطور يبسط عن طريق افتراض توازن الاحمال بين الخطوط الثلاثة واستقرار الحالة بدون أي تغير انتقالي في تدفق الطاقة أو الجهد الكهربائي، وتردد كهربائي ثابت. وللتبسيط أكثر يتم استخدام نظام الوحدة للتعبير عن الجهد الكهربائي وتدفق الطاقة والاحمال كمعيار يمثل النظام الحقيقي. نظام التمثيل احادي الخط يستخدم كأساس لبناء نظام رياضي للمولدات، الاحمال, وخطوط النقل والتوزيع .

## صياغة مسائل تدفق الطاقة
الهدف من دراسة تدفق الطاقة الحصول على كل من زاوية ومقدار الجهد على كل محطة من نظام القدرة الناتجتين عن الأحمال المحددة مسبقاً وعن حالتي القدرة الفعلية (الحقيقية) والجهد للمولدات. في حين توفر هذه المعلومات٬ يمكن تحليلياً حساب تدفق الطاقتين الفعلية (الحقيقية) والتفاعلية على كل فرع في نظام الطاقة بالإضافة إلى القدرة التفاعلية الناتجة عن المولد. وبسبب الطبيعة اللاخطية في هذة المسألة٬ يتم تطبيق طرق عددية للحصول على حل محصور بتفاوت مقبول.
حل مسائل تدفق الطاقة يبدأ بتعريف المتغيرات المعلومة والمجهولة في النظام. المتغيرات المعلومة والمجهولة تعتمد على نوع المحطة(bus). فالمحطة(bus) التي لا يتصل بها أي مولد تسمى محطة حمل(load bus). أما المحطة التي يتصل بها مولد واحد أو أكثر فإنها تسمى محطة مولد (generator bus) باستثاء محطة واحدة فقط من هذه المحطات يتم اختيارها عشوائيا في النظام لتكون المحطة المرجعية (slack bus) للنظام.
في مسألة تدفق الطاقة، يتم افتراض معلومية القدرة الفعلية (الحقيقية) PD والقدرة التفاعلية QD على كل محطة (bus) حمل. ولهذا السبب يتم أيضاً تسمية المحطة (bus) الحمل باسم (PQ buses). وبالنسبة لمحطات (buses) التوليد يتم فيها افتراض معلومية القدرة الفعلية (الحقيقية) PG و مقدار الجهد|V|. وفي حالة المحطة الاضافية (slack bus، فيتم افتراض معلومية مقدار الجهد |V| وزاويته Θ . لذلك يعتبر كلٌ من مقدار الجهد وزاويته مجهولين بالنسبة لمحطة الحمل(load bus) ولابد من إيجادهما. وأما زاوية الجهد فهي المجهول الوحيد في حالة محطة التوليد (generator bus) وهو المطلوب إيجاده. وليس هناك أية مجاهيل يتم إيجادها في حالة المحطة الإضافية (slack bus) . إذا كان النظام يحتوي على N من المحطات ومولدات عددها R، سيكون هناك مجاهيل عددها {\displaystyle 2(N-1)-(R-1)}.
لكي نتمكن من إيجاد المجاهيل التي عددها {\displaystyle 2(N-1)-(R-1)} لابد من توفر معادلات عددها {\displaystyle 2(N-1)-(R-1)} بحيث لا تستحدث أي مجاهيل أخرى جديدة. المعادلات المتوفرة لهذا الغرض هي معادلات توازن القدرة٬ تكتب للطاقة الفعلية (الحقيقية) والقدرة التفاعلية على كل محطة (bus). معادلة توازن القدرة الفعلية (الحقيقية) هي:
{\displaystyle 0=-P_{i}+\sum _{k=1}^{N}|V_{i}||V_{k}|(G_{ik}\cos \theta _{ik}+B_{ik}\sin \theta _{ik})}
{\displaystyle P_{i}} يمثل حاصل جمع القدرة الفعلية (الحقيقية) التي تغذي bus i٬ و {\displaystyle G_{ik}} يمثل الجزء الحقيقي من العنصر في مقلوب مصفوفة المقاومات YBUS المقابل للصف ith والعمود ال kth. {\displaystyle B_{ik}} يمثل الجزي الخيالي من العنصر في في مقلوب مصفوفة المقاومات YBUS المقابل المقابل للصف ith والعمود الkth ٬ و {\displaystyle \theta _{ik}} هو الفرق في زاوية الجهد بين kth and ith buses ({\displaystyle \theta _{ik}=\delta _{i}-\delta _{k}}). معادلة توازن القدرة التفاعلية معرفة كالتالي:
{\displaystyle 0=-Q_{i}+\sum _{k=1}^{N}|V_{i}||V_{k}|(G_{ik}\sin \theta _{ik}-B_{ik}\cos \theta _{ik})}
حيث أن {\displaystyle Q_{i}} يمثل حاصل جمع القدرة التفاعلية التي تغذي المحطة i.
المعادلات المشمولة في حسابات النظام بالنسبة لكل محطة حمل هي معادلات توازن القدرتين الفعلية (الحقيقية) والتفاعلية، أما في المحطة المولدة فهي معادلة توازن القدرة الفعلية (الحقيقية) فقط. في المحطة المولدة تكتب معادلة القدرة الفعلية (الحقيقية) فقط لأن محصلة القدرة التفاعلية المحقونة في النظام لا تعتبر متغيرا معلوما لذا فإن إضافتها ستؤدي إلى إضافة متغير مجهول للمعادلة. ولنفس السبب ليس هناك أي معادلات مكتوبة للمحطة الاضافية.
في العديد من أنظمة النقل تكون زاوية الجهد صغيرة نسبيا في الغالب. لذلك هناك ارتباط/اقتران قوي بين القدرة الفعلية (الحقيقية) وزاوية الجهد وكذلك بين القدرة التفاعلية ومقدار الجهد. بينما الارتباط/الاقتران بين القدرة الفعلية (الحقيقية) ومقدار الجهد يكون ضعيفا وكذلك الحال بين القدرة التفاعلية وزاية الجهد. نتيجةً لذلك فإن القدرة الفعلية (الحقيقية) غالبا تنتقل من المحطة صاحب زاوية الجهد العليا (أو المرتفعة) إلى المحطة (bus) ذات الزاوية الدنيا (أو المنخفضة). أما القدرة التفاعلية فإنها تنتقل من المحطة (bus) ذات المقدار الأعلى من الجهد (أو المرتفع) إلى المحطة (bus) ذات المقدار الأقل من الجهد ( أو المنخفض) . على أية حال، هذه التقريبات الحسابية لا تصمد (لا تصلح) عندما تكون زاوية الجهد كبيرة جدا.

## طريقة حل نيوتن - رافسون
هناك عدة طرق مختلفة لحل المعادلات الغير خطية الناتجة . أشهر هذه الطرق هي طريقة تعرف بطريقة نيوتن – رافسون.الطريقة تبدأ بتخمين أوَلي لجميع المجاهيل من المتغيرات (القيمة المطلقة للجهد الكهربائي وو زاويته للمحطة وزاوية الجهد الكهربائي للمحطة المولد). بعد ذلك نقوم بكتابة متسلسلة تايلور لكل معادلة من معادلات توازن القدرة مع تجاهل الحدود ذات الدرجة العالية
{\displaystyle {\begin{bmatrix}\Delta \theta \\\Delta |V|\end{bmatrix}}=-J^{-1}{\begin{bmatrix}\Delta P\\\Delta Q\end{bmatrix}}}
حيث أن {\displaystyle \Delta P} و {\displaystyle \Delta Q} تسميان معادلات عدم التطابق
و {\displaystyle J} عبارة عن مصفوفة مكونة من مشتقات جزئية تعرف بالجاكوبين :
{\displaystyle \Delta P_{i}=-P_{i}+\sum _{k=1}^{N}|V_{i}||V_{k}|(G_{ik}\cos \theta _{ik}+B_{ik}\sin \theta _{ik})}
{\displaystyle \Delta Q_{i}=-Q_{i}+\sum _{k=1}^{N}|V_{i}||V_{k}|(G_{ik}\sin \theta _{ik}-B_{ik}\cos \theta _{ik})}
يتم حل نظام حطي من المعادلات لتحديد التخمين التالي (m + 1) للقيمة الجهد الكهربائي وزاويته اعتمادا على :
{\displaystyle \theta ^{m+1}=\theta ^{m}+\Delta \theta \,}
{\displaystyle |V|^{m+1}=|V|^{m}+\Delta |V|\,}
تستمر العملية حتى تحقق شرط التوقف . أحد شروط التوقف الشائعة هي ان التوقف إذا نورم معادلات عدم التطابق أقل من نسبة خطأ محددة
خطوات تقريبية لحل مسائل تدفقق- القدرة :
1- ضع تخمين أولي لجميع الإجهاد الكهربائية وزواياها . غالبا يتم استخدام «بداية سهلة» بحيث يتم فرض أن جميع زوايا الجهود الكهربائية تساوي صفر وفرض أن جميع القيم المطلقة للجهود الكهربائية تساوي 1 لكل وحدة.
2- حل معادلات توازن القدرة مستخدما القيمة الأحدث للقيم المطلقة للجهود الكهربائية وزواياها
3- قم بتحويل النظام إلى نظام خطي حول القيم الأحدث للجهود الكهربائية وزواياها
4-حل للتغير في قيمة الجهد الكهربائي وزاويته
5- قم بتحديث للجهود الكهربائية وزواياها
6- تحقق من شرط التوقف وقف حال تحققه . إذا لم يتحقق عد للخطوة رقم 2 و واصل العملية

## طرق أخرى لتدفق الطاقة
-طريقة غاوس-زايدل: هذه هي أقدم طريقة تم وضعها. وهي تبين معدلات قليلة من التقارب بالمقارنة مع الطرق التكرارية الأخرى، ولكنها تستخدم الذاكرة قليلا جدا ولا تحتاج إلى حل نظام المصفوفة.
-	طريقة تدفق الحمل سريعة الانفصال: هي اختلاف عن نيوتن-رافسون حيث تستغل الفصل التقريبي للتدفقات الفاعلة والمتفاعلة في شبكات الكهرباء بتصرف جيد، وبالإضافة إلى ذلك تصلح قيمة مصفوفه جاكوبي خلال التكرار من أجل تجنب تحليلات المصفوفة المكلفة . كما يشار إلى «ميل الثابت، انفصال NR». ضمن الخوارزمية، يحصل مقلوب المصفوفة مصفوفه جاكوبي مرة واحدة فقط، وهناك ثلاثة افتراضات. أولا، التوصيلية بين الباصات هو صفر. ثانيا، فإن حجم الجهد للباص هو واحد لكل وحدة. ثالثا، جيب الزاوية لكل مرحلة بين الباصات هو صفر. بهذه الطريقة يمكن إرجاع الجواب في غضون ثوان في حين أن طريقة نيوتن رافسون تأخذ وقتا أطول من ذلك بكثير. هذا مفيد لإدارة الوقت الحقيقي لشبكات الكهرباء.
-	طريقة هولومورفيك التضمينة لتدفق الحمل: طريقة تم تطويرها مؤخرا استنادا إلى تقنيات متقدمة من تحليل المركب. طريقة مباشرة وتضمن الحساب الصحيح (المنطوق) للفرع، للخروج من حلول متعددة موجودة في معادلات تدفق الطاقة.